# Garzano (Caserta)
Garzano è una frazione di 402 abitanti, del comune di Caserta, nella provincia di Caserta, in Campania. La frazione è tristemente nota per la strage nazifascista che provocò 18 vittime, di cui 1 militare, 6 civili e 11 salesiani, avvenuta durante la seconda guerra mondiale.

## Geografia fisica
Situato ad est del capoluogo da cui dista quasi 4 km, in una zona prevalentemente collinare e caratterizzata da un paesaggio agricolo, si trova nella zona nord della vicina frazione di San Clemente.

## Storia
Tracce di Garzano si trovano sin dalla civiltà romana, in latino era nota come "Garczanum" e "Tarczanum", citato nella Bolla di Senne. In epoca medievale, il villaggio era abitato da monaci benedettini. Nel 1860 la popolazione era pari a 629 abitanti.
Tra il 27 e 28 settembre 1943, dopo l'uccisione di un soldato tedesco ad opera di partigiani, 18 persone, di cui 1 militare, 6 civili e 11 salesiani furono uccisi per rappresaglia in diverse operazioni di rastellamento (altre fonti riportano un differente conto delle vittime accertate). I sacerdoti avevano trovato rifugio in una villa di Garzano in seguito al bombardamento della sede a Caserta.
A memoria del tragico episodio nel 1966 è stato eretto un cippo commemorativo.

## Monumenti e luoghi d'interesse
- Il traforo di Garzano dell'Acquedotto Carolino.[10]
- Chiesa di San Pietro Apostolo; attestata già nel 1327 (e probabilmente anche nel 1113 con dedicazione a san Vitaliano), l'edificio attuale è sei-settecentesco.[11][12]

## Eventi
Il 16 agosto si svolge la festa dedicata a San Rocco patrono della frazione.